# NGC 3232
NGC 3232 est une paire de galaxies située dans la constellation du Petit Lion. PGC 30508 au sud est une galaxie spirale barrée et PGC 3080163 une galaxie lenticulaire.

## Caractéristiques
La vitesse par rapport par rapport au fond diffus cosmologique de PGC 30508 est de 6 610 ± 22 km/s, ce qui correspond à une distance de Hubble de 97,5 ± 6,9 Mpc (∼318 millions d'al) et celle de PGC 3080163 est de 6 261 ± 2 km/s, ce qui correspond à une distance de Hubble de 96,7 ± 6,8 Mpc (∼315 millions d'al). NGC 3232 a été découverte par l'astronome prussien Heinrich d'Arrest en 1861.
Ces deux galaxies sont donc à peu près à la même distance de la Voie lactée et elles forment probablement une paire de galaxie. Bien que l'on ne voit aucun signe de distorsion de celles-ci, elle semble partager holo commun. Elles pourraient donc être impliquées dans une interaction qui finira par aboutir à une fusion.
La base de données Simbad identifie PGC 30508 à NGC 3232 , alors que PGC 3080163 est listé séparément et aussi désigné comme ECO 8556. Sur la base de données NASA/IPAC, PGC 3080163 ne correspond pas du tout à la galaxie compagne de PGC 30508. Une autre désignation indiqué par cette base de données est MCG 5-25-5. Il s'agit d'une erreur, car c'est la galaxie au nord du couple de NGC 3232. Avec la désignation ECO 8556 sur la base de données NASA/IPAC, on obtient la galaxie boréale de la paire. D'ailleurs, les coordonnées indiquées sur par NASA/IPAC (10h 24m 34,37s et 28° 01′ 43,4″) correspondent à celle-ci. Les informations venant en second dans l'encadré à gauche sont celles d'ECO 8556 indiqué par NASA/IPAC et les coordonnées indiquées sont celles de PGC 30508.
Selon la base de données Simbad, PGC 3080163 (ECO 8556) est une galaxie LINER, c'est-à-dire une galaxie dont le noyau présente un spectre d'émission caractérisé par de larges raies d'atomes faiblement ionisés.